# Arie Koomen
Arie Engel Koomen (IJmuiden, 3 mei 1968) is een Nederlands stand-upcomedian en grafisch vormgever.

## Carrière
Koomen speelt in het duo Arie & Silvester met Silvester Zwaneveld, waarbij zij zich vooral richten op improvisatie. Tevens speelde hij vanaf juni 2004 in het programma De Lama's. In oktober 2006 maakte hij na het winnen van de Televizier-Ring bekend hiermee op korte termijn te stoppen. Vanaf 2007 was hij te zien in Doe Maar Normaal, de Nederlandse versie van de Engelse popquiz Never Mind the Buzzcocks.
Koomen werd door het tv-programma Tros Radar uitgeroepen tot Meest Irritante BN'er in een Reclame van 2010 voor zijn optreden in de Media Markt-reclamespotjes.

## Cabaretprogramma's

### Arie & Silvester
- 1996 - Wegens ziekte uitgesteld!
- 1998 - Kloten!
- 2000 - Vet!
- 2001 - Oraal
- 2002 - Rammen!
- 2005 - 200%
- 2006-2008 - De Grote Arie en Silvester spektakel show
- 2018 - Wie?

### Solo
- 2008 - Uit! (oudejaarsconference)

### Met anderen
- 2009 - Avondje Bergkamp (met Edo Brunner, Bob MacLaren, Kim Goedegebure en Renate Reijnders)
- 2010 - Bijbabbelen (oudejaarsconference) (met Wilko Terwijn en Menno Stam)
- 2012-2013 - E&A toch voordeliger (met Edo Brunner)
- 2013-2015 - E&A Pompen (met Edo Brunner)
- 2015-2017 - E&A Klussen (met Edo Brunner)

## Tv-programma's
- 2004-2006 - De Lama's
- 2006-2008 - Tequila met Edo Brunner, Tina De Bruin en Roué Verveer
- 2007 - Baantjer, als Wim de Jongh in 'De onzichtbare moordenaar'
- 2007 - De Nieuwste Show, wekelijkse column
- 2007 - Doe Maar Normaal, als panellid
- 2008 - Night of Comedy, als presentator
- 2009-2010 - Van Zon op Zaterdag, in diverse rollen

## Radio
- 2009 - wekelijkse radiocolumn bij Domien is wakker van Domien Verschuuren
- 2012 - duopresentator van WAKX op KX Radio van Rob Stenders samen met Wilko Terwijn